# 서사하라 분할 협정

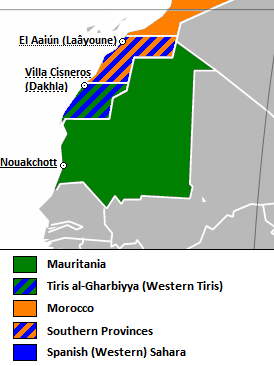

서사하라 분할 협정(Western Sahara partition agreement)은 마드리드 협정이후 서사하라를 차지한 모로코, 모리타니간에 분할 경계선을 결정한 협정이다. 국경선은 해안선과 북위 24도의 교차점에서 시작하여, 가까스로 모리타니령에 있는 북위 23도, 서경 13도의 교차점을 이은 선으로 정해졌다. 모리타니령 지역에는 다클라를 주도로 티리스알가르비야주가 설치되었다. 폴리사리오 전선의 투쟁 끝에 모리타니가 영유권을 포기한 이후, 모로코는 일방적으로 모리타니령 지역까지 자국의 일부로 합병을 선언했다. 